# Tsjavdar (Sofia)
Tsjavdar (Bulgaars: Чавдар) is een dorp en gemeente in het westen van Bulgarije in de  oblast Sofia. Het ligt ongeveer 72 km ten oosten van de hoofdstad van Bulgarije, Sofia. Dichtbij liggen ook de steden Zlatitsa en Pirdop. 

## Geschiedenis
Tot 1899 heette het dorp Kolanlare. Tussen 1899 en 1946 heette het dorp Radoslavovo, vernoemd naar de politicus Vasil Radoslavov. Sinds 5 februari 1946 heeft het dorp de huidige naam Tsjavdar/Chavdar (Bulgaars: Чавдар).

## Bevolking
Op 31 december 2019 woonden er 1.134 personen in het dorp, een daling vergeleken met het maximum van 2.138 personen in 1934.
| Bevolkingsontwikkeling tussen 1934 en 2019          |
| --------------------------------------------------- |
|                                                     |
| Bron: Nationaal Statistisch Instituut van Bulgarije |

In het dorp wonen voornamelijk etnische Bulgaren (1.172 personen, oftewel 96%). Daarnaast is er een kleine gemeenschap van de Roma, bestaande uit 43 personen (3,5%).
| Etnische samenstelling van de respondenten (2011) | Etnische samenstelling van de respondenten (2011) | Etnische samenstelling van de respondenten (2011) | Etnische samenstelling van de respondenten (2011) | Etnische samenstelling van de respondenten (2011) |
| ------------------------------------------------- | ------------------------------------------------- | ------------------------------------------------- | ------------------------------------------------- | ------------------------------------------------- |
|                                                   |                                                   |                                                   |                                                   |                                                   |
| Bulgaren                                          | Bulgaren                                          |                                                   | 96,1%                                             | 96,1%                                             |
| Turken                                            | Turken                                            |                                                   | 0,0%                                              | 0,0%                                              |
| Roma                                              | Roma                                              |                                                   | 3,5%                                              | 3,5%                                              |
| Anders/Onbekend                                   | Anders/Onbekend                                   |                                                   | 0,4%                                              | 0,4%                                              |

## Religie
De meest recente volkstelling is afkomstig uit februari 2011 en was optioneel. Van de 1.272 inwoners reageerden er 967 op de optionele volkstelling. De meerderheid van de respondenten behoorde tot de Bulgaars-Orthodoxe Kerk (86,8%). 
| Religieuze samenstelling in februari 2011 | Religieuze samenstelling in februari 2011 | Religieuze samenstelling in februari 2011 | Religieuze samenstelling in februari 2011 | Religieuze samenstelling in februari 2011 |
| ----------------------------------------- | ----------------------------------------- | ----------------------------------------- | ----------------------------------------- | ----------------------------------------- |
|                                           |                                           |                                           |                                           |                                           |
| Bulgaars-Orthodoxe Kerk                   | Bulgaars-Orthodoxe Kerk                   |                                           | 86,8%                                     | 86,8%                                     |
| Katholieke Kerk                           | Katholieke Kerk                           |                                           | 0,4%                                      | 0,4%                                      |
| Protestantisme                            | Protestantisme                            |                                           | 0,0%                                      | 0,0%                                      |
| Islam                                     | Islam                                     |                                           | 0,0%                                      | 0,0%                                      |
| Geen                                      | Geen                                      |                                           | 8,6%                                      | 8,6%                                      |
| Anders/ Onbekend                          | Anders/ Onbekend                          |                                           | 4,2%                                      | 4,2%                                      |

Anton ·
Bozjoerisjte ·
Botevgrad ·
Dolna Banja ·
Dragoman ·
Elin Pelin ·
Etropole ·
Godetsj ·
Gorna Malina ·
Ichtiman ·
Koprivsjtitsa ·
Kostenets ·
Kostinbrod ·
Mirkovo ·
Pirdop ·
Pravets ·
Samokov ·
Slivnitsa ·
Svoge ·
Tsjavdar ·
Tsjelopetsj ·
Zlatitsa